# RENFE serie 352
De RENFE serie 352 (van oorsprong de T-2000) was een dieselhydraulische tweemotorige vierassige locomotief van Krauss-Maffei voor passagiersvervoer; met name voor het trekken van de Talgo III.